# Фолкунг
Фолкунг е скандинавска аристократична фамилия, крале на Швеция (1250 – 1364), Норвегия (1319 – 1387) и Дания (1375 – 1387).
- Фолке Дебелия, владетел на земеделски участък в областта Биелбу
  - Бенгт Снивил
    - Биргер Брюс (†1202), ярл в Швеция
      - Фолке Магнус (†1210), ярл в Швеция
        - Суне Фолкесон (†1247)
          - Катарина (†1252), ∞ 1243/44 за краля на Швеция Ерик XI (1216 – 1250)

    - Карл Глухия (†1220), ярл в Швеция
    - Магнус Минелшелд (†1208)
      - Ескил Магнусон (†ок. 1227)
      - Карл Магнусон (†1220), епископ Линчопинг
      - Биргер Магнусон (1200/16 – 1266), ярл в Швеция от 1248, регент на Швеция от 1250
        - Рихица (1238 – 1288)
        - Валдемар I Биргерсон (1238/39 – 26.12.1302), крал на Швеция (1250 – 1275), ∞ 1260 за София (1235 – 1286), дъщеря на датския крал Ерик IV
          - Ингебурга († 1290)
          - Ерик (1271/72 – 1331)
          - Рикса (†1288/93), ∞ 1285 за полския крал Пшемисъл II (1257 – 1296)

        - Магнус I Ладулос (1240 – 18.12.1290), крал на Швеция (1275 – 1290), ∞ 1276 за Хедвига (†1324), дъщеря на граф Герхард I фон Холщайн-Итцехое
          - Биргер Магнусон (ок. 1280 – 31.5.1321), крал на Швеция (1290 – 1318), ∞ 1298 за Маргарета (†1341), дъщеря на датския крал Ерик V Клипинг
          - Рикса (†1348), абатиса в манастира Сен Кларе в Стокхолм
          - Ингебурга (ок. 1279 – 1319)
          - Ерик Магнусон (ок. 1282 – 1318), херцог, ∞ 1312 за Ингеборга (1301 – 1360), дъщеря на норвежкия крал Хокон V
            - Магнус II Ериксон (1316 – 1.12.1374), крал на Швеция (1319 – 1364), крал на Норвегия (Магнус VII, 1319 – 1355), ∞ 1335 за Бланш (†1363), дъщеря на граф Йохан (Жан) I дьо Намюр
              - Ерик XII (VII) (1337 – 1359), съуправител на баща си в Швеция от 1350
              - Хокон Магнуссон (1340 – 11.9.1380), съуправител на баща си в Швеция (1362 – 1363), крал на Норвегия (Хокон VI, 1355 – 1380), ∞ 1363 за датската кралица Маргарета I (1353 – 1412)
                - Олаф II (1370 – 3.8.1387), крал на Дания (1375 – 1387), крал на Норвегия (Олаф IV, 1380 – 1387)

            - Евфимия (1317 – 1370), ∞ 1336 за херцог Албрехт II фон Мекленбург-Шверин

          - Валдемар Магнуссон (†1318), херцог на Финландия, ∞ 1312 за Ингеборга (1297 – 1353), дъщеря на норвежкия крал Ейрик II

        - Кристина (†сл. 1285)
        - Катарина (1245 – 1289)
        - Эрик (1250 – 1275), херцог на Смоланд
        - Ингебурга (1253 – 1302)
        - Бенедикт (1254 – 1291), епископ на Линчопинг и Финландия.[1]